# On Kawara

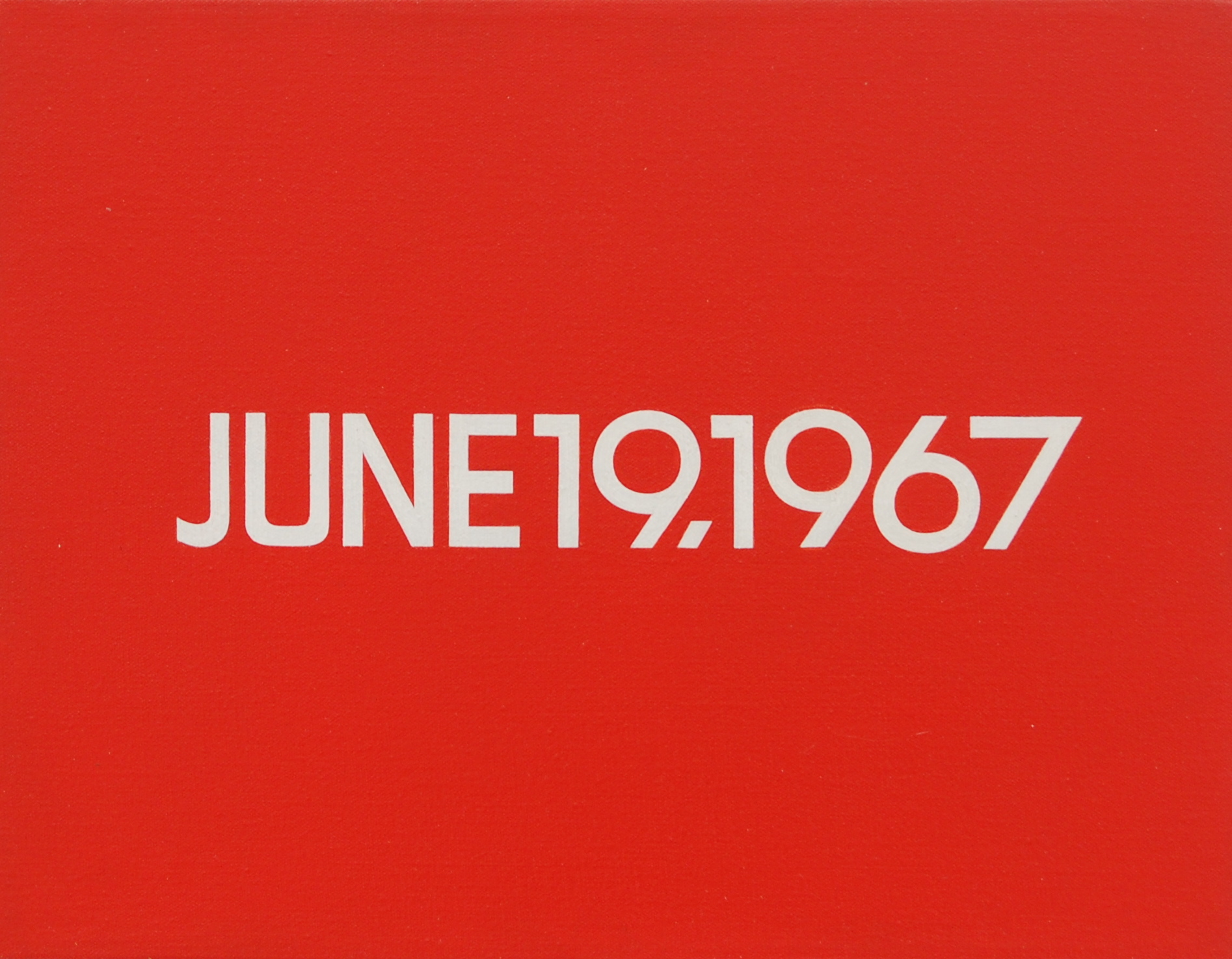
June 19, 1967 von On Kawara

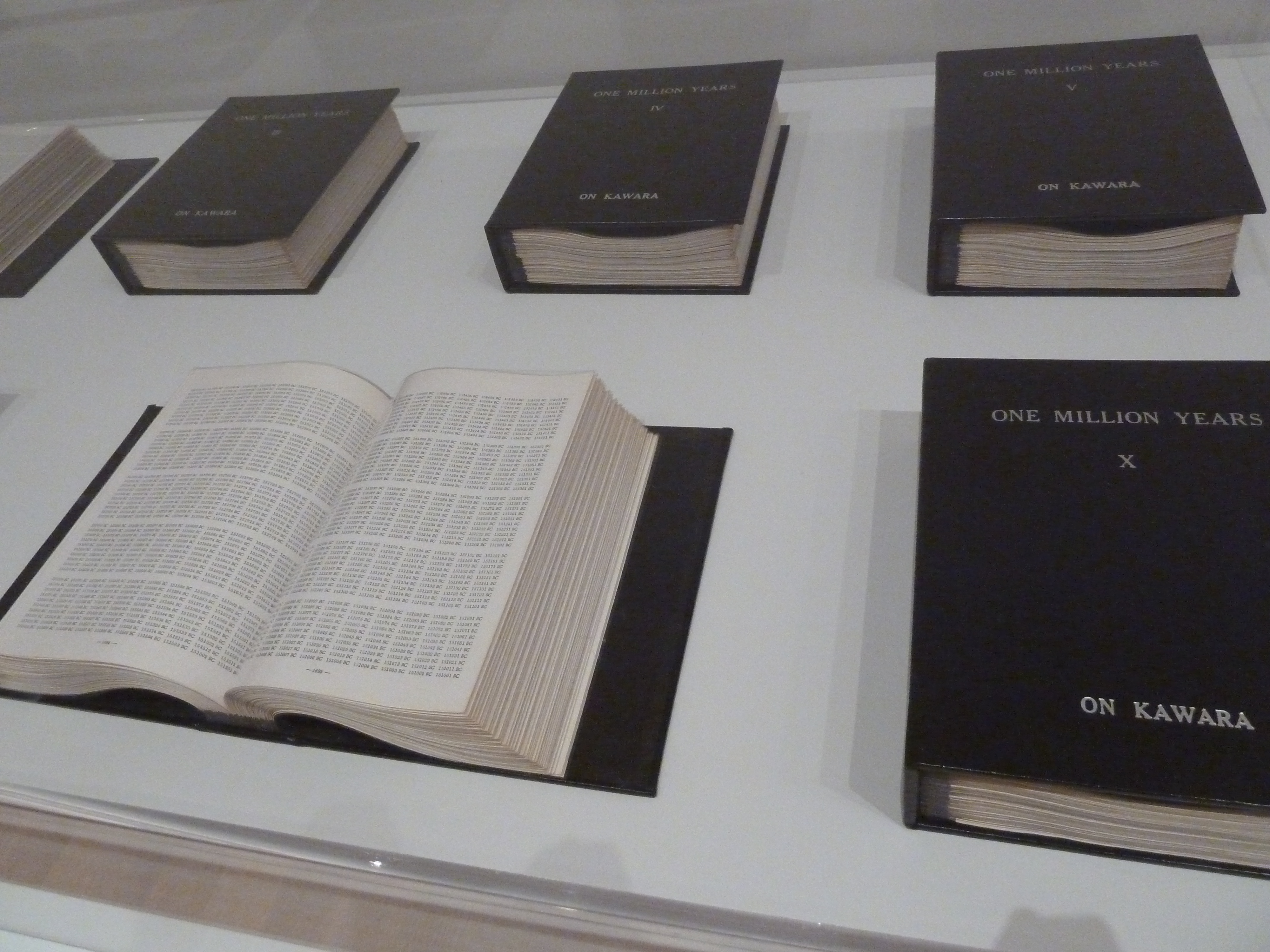
One Million Years (2011)

On Kawara (japanisch 河原 温, Kawara On; * 2. Januar 1933 in Kariya in Aichi; † 10. Juli 2014 in New York City) war ein japanischer bildender Künstler und Vertreter der Konzeptkunst. Er lebte in New York City.
On Kawara reduzierte sein konzeptuelles Werk auf ein System, das es ihm erlaubte, die zeitliche Dauer und den räumlichen Aufenthalt seines Lebens in Kunst zu transformieren. Wesentliches Thema seiner Kunst sind Zeit und Zeitlichkeit.
On Kawara schuf seit den 1960er Jahren ein in seiner Reduktion extremes Werk der zeitgenössischen Kunst. Der sich ständig auf Reisen befindende Künstler gab weder Interviews noch ließ er sich fotografieren und erschien nie auf den Vernissagen seiner Ausstellungen. Seit den 1960er Jahren wurden seine Arbeiten kontinuierlich in Einzel- und Gruppenausstellungen international ausgestellt. Seine Arbeiten befinden sich in zahlreichen öffentlichen und privaten Sammlungen.

## Künstlerische Arbeiten

### Today Series
Am 4. Januar 1966 erstellte On Kawara sein erstes Date Painting und begann damit eine fortlaufende, konzeptionell zeitlich unbegrenzte Serie Today, die über 2000 einzelne Bilder umfasst.
Ein monochromer, teils roter oder blauer, in den meisten Fällen jedoch dunkler Bildhintergrund, trägt das in weißer Acryl-Farbe auf Leinwand gemalte Datum des Tages, an dem das jeweilige Bild entstanden ist. Das Datumsformat entspricht dem des Landes, in dem On Kawara das jeweilige Bild schuf. Soweit die Landessprache nicht lateinische Schriftzeichen nutzt, ist das Datumsformat in Esperanto gefasst. Das jeweilige Date Painting hat eines von acht festgelegten Formaten (von 20,5 × 25,5 cm bis 155 × 226 cm; 5 cm tief). Die Bilder wurden immer im Querformat erstellt.
Jedes Date Painting befindet sich in einer eigens angefertigten, exakt passenden Schachtel, die zumindest in den frühen Jahren auch die Titelseite einer Zeitung des Erstellungstags enthielt. Als letzte Werkregel legte On Kawara fest, dass ein Bild, welches an dem Tag, dessen Datum es darstellt, von ihm nicht fertiggestellt werden konnte, zerstört wird.
Die Date Paintings setzen sich – wie auch viele andere Arbeiten Kawaras – maßgeblich mit dem Verstreichen von Zeit auseinander. Kawara erklärte, seine Bilder seien „eine Art Meditation, eine Übung, die nützlich ist, um sein Ich zu verlieren.“

### I READ, I WENT, I MET
Als Parallelwerk zu der Today Series gilt das Werk I READ. Dieses hat er ebenso 1966 begonnen. I READ ist eine Reihe von Notizbüchern, die Zeitungsausschnitte von den Tagen enthält, an denen jeweils ein Date Painting entstanden ist. Die Zeitungsausschnitte entstammen dabei einer Zeitung aus dem Land, in dem das jeweilige Bild entstanden ist. Dabei ist das Datum des jeweiligen Tages aufgeprägt.
Die Arbeit I WENT ist ebenso eine Reihe von Notizbüchern, in denen On Kawara mit roter Tusche auf Kartenausschnitten seine jeweiligen täglichen Wege verzeichnet hat.
In I MET hat On Kawara auf mit dem Datum des jeweiligen Tages versehenen Zetteln die Namen von Personen maschinenschriftlich niedergelegt, die er kennt und innerhalb eines Zeitraums von 24 Stunden getroffen hat.

### I GOT UP AT, I AM STILL ALIVE
In der Zeit von 1968 bis 1979 hat On Kawara unter dem Titel I GOT UP AT jeden Tag an zwei verschiedene Personen jeweils dieselbe Postkarte versandt. Diese Karte stellte jeweils den Ort dar, an dem sich der Künstler aktuell befand. Die Karte war jeweils mit dem Datum, dem Schriftzug I GOT UP AT und dem aufgedruckten minutengenauen Zeitpunkt des Aufstehens versehen.
Von 1970 bis 1979 arbeitete On Kawara an der Serie I AM STILL ALIVE, für die er periodisch an verschiedene, ihm bekannte Personen (meistens Freunde und Kollegen) Telegramme verschickte, die den Inhalt hatten: „I AM STILL ALIVE. ON KAWARA“.
Dieser Arbeit gingen drei Telegramme aus dem Jahr 1969 voraus, die er anlässlich der Ausstellung 18 Paris IV.70 an den Ausstellungskurator Michel Claura sandte. Sie hatten folgenden Inhalt:„6 Dec 1969 - I AM NOT GOING TO COMMIT SUICIDE DONT WORRY“, „8 Dec 1969 - I AM NOT GOING TO COMMIT SUICIDE WORRY“ und „11 Dec 1969 - I AM GOING TO SLEEP FORGET IT“.

### Weitere Arbeiten
Darüber hinaus hat On Kawara noch weitere Arbeiten wie etwa  One Million Years – Past (1969) bzw.  One Million Years – Future (1981), Code (1965) oder Questions: ’Give Sentences...’ (1964) geschaffen.
Oliver Augst und Christoph Korn übernahmen 2002 die Regie bei der Hörfunkproduktion des Hessischen Rundfunks von One Million Years (bestehend aus 32 CDs) und setzten die gleichnamige Arbeit als Live-Installation auf der documenta 11 im Kasseler Fridericianum um. 2019/2020 erfolgte eine erneute Präsentation als Klanginstallation im Rahmen der Ausstellung Museum im Museum für Moderne Kunst MMK, Frankfurt.

## Rezeption
„Wenn wir hierzulande die Retrospektive eines Künstlers betrachten, stellen wir fest, wie er in seinem Schaffen über viele Jahre hin reift oder altert. Im Falle von On Kawara ist es umgekehrt: Die in der Form gleichbleibenden, nur im Datum sich verändernden Bilder über 25 Jahre konfrontieren uns selbst mit dem älter werden. In einem Museum, das soviele Stile, Tendenzen und Sprachen vereinigt, ist dieser gleichbleibende, gewissermaßen zeitlose Duktus, der Geschehnisse und Emotionen in einem einzigen Datum verdichtet von entscheidender, meditativer Bedeutung. Die Zeit steht irgendwie still in diesen Bildern, in denen man mehr die eigene Geschichte abliest, als die Geschichte der Bilder rezipiert.“

## Trivia
Sein Galerist David Zwirner erzählte in einem Interview im Jahr 2024 in der Süddeutschen Zeitung, On Kawara habe ihm jede Art der Vermarktung verboten. Er habe niemals an den Eröffnung seiner Ausstellungen teilgenommen, und er habe sich „weder interviewen noch fotografieren lassen“. Ein Foto, das ihn beim Angeln zeige, sei wahrscheinlich ohne Kenntnis des Künstlers gemacht worden.

## Ausstellungen und Ausstellungsteilnahmen (u.a.)
- Portikus, Frankfurt am Main: Wieder und Wider, 1989
- Tokyo Biennale (1970), Tokyo
- Kyoto Biennale (1976), Kyoto
- Biennale di Venezia (1976), Venedig
- Documenta 6 (1977), Kassel
- Galerie Rüdiger Schöttle (1978) (mit Lawrence Weiner, Ed Ruscha, Douglas Huebler), München
- Galerie Rüdiger Schöttle (1979), München
- On Kawara: continuity/discontinuity 1963–1979 (1980), Stockholm, Essen, Eindhoven, Osaka
- Documenta 7 (1982), Kassel
- Galerie Rüdiger Schöttle (1988), München
- Date paintings in 89 cities (1991–1993), Rotterdam, Hamburg, Boston, San Francisco
- On Kawara: One Thousand Days One Million Years (1993), New York
- Whole and Parts 1964–1995 (1996), Villeurbanne, Lille, Turin, Barcelona, Tokyo
- 2000/01: On Kawara – Horinzontality/Verticality, Städtische Galerie im Lenbachhaus und Kunstbau, München[7]
- Documenta 11 (2002), Kassel
- Museum für Moderne Kunst (MMK), Frankfurt am Main (2010), Ausstellung: Radical Conceptual
- On Kawara—Silence,[8] Guggenheim Museum in New York City, 6. Februar bis 3. Mai 2015[9]

## Auszeichnungen
- 1991: Kunstpreis Aachen